# Парадизо (Напуљ)
Парадизо је насеље у Италији у округу Напуљ, региону Кампанија.
Према процени из 2011. у насељу је живело 33 становника. Насеље се налази на надморској висини од 91 м.